# СРЦ 11. април
Спортско-рекреациони центар 11. април (СРЦ 11. април) је спортско-рекреациони центар на Новом Београду, који је отворен 20. децембра 1979. године. Налази се на адреси Аутопут 2, Нови Београд у непосредној близини Студентског града.. Центар може да прими до 2.500 посетилилаца, а површина објекта је 15.000 m², док површину од 11.000 m² обухватају спортски терени.

## Спортски терени и базени
У саставу спортско-рекреационог центра налазе се :
- Три отворена базена (мали, средњи и велики - олимпијски)
- Три затворена базена
- Фитнес центар (аеробик, пилатес и аквабик)
- Сала за стони тенис
- Сала за мале спортове
- Отворени и затворени терени за тенис
- Универзална сала
- Стрељана
- Терен за боћање

У склопу центра надомак спортских терена налазе се свлачионице, купатила, тушеви и амбуланта.
На базенима центра уведено је и ноћно купање. Реконструкција великог затвореног базена у спортско-рекреационом центру је извршена 2012. године, након 20. година.

## Остали објекти и спорт
У оквиру спортско-рекреационог центара, надомак спортских терена и базена налазе се два кафеа и ресторан, као и паркинг са великим бројем паркинг места. Центар такође поседује 50 локала предвиђених за пословни простор. У центру се налази и тениска академија Јанка Типсаревића, стонотенисерска академија „Коцић“, атлетски клуб Нови Београд и стрељачки клуб „Трофеј“.
 Домаћин реновираног затвореног базена у центру је ватерполо клуб Црвена звезда, а отворене базене у летњем периоду користи ватерполо клуб Земун.
У летњој сезони 2006. године центар 11. април је био домаћин младе ватерполо репрезентације Србије, младе ватерполо репрезентације Хрватске као и првенства Србије у ватерполу за учеснике рођене 1994. године.

 У сарадњи са Секретаријатом за спорт и омладину града Београда и општином Нови Београд, спортско-рекреациони центар 11. април већ дуги низ година организује бесплатне школе пливања, као и друге рекреативне програме.

## Саобраћај
До спортско-рекреационог центра 11. април се може стићи градским превозом које обезбеђује ГСП Београд
- линија 45 Блок 44 - Земун, Нови град[4]
- линија 612 Павиљони - Земун.[5]
- линија 70 Бежанијска коса - ИКЕА[6]
- линија 72 Зелени венац - Аеродром Никола Тесла[7]
- линија 74 Бежанијска Коса - Миријево.[8]
- линија 75 Зелени венац - Бежанијска коса.[9]
- линија 76 Блок 70а - Бежанијска Коса.[10]
- линија 77 Звездара - Бежанијска коса.[11]
- линија 708 Блок 70а - Земун поље.[12]
- линија 82 Блок 44 - Земун, Кеј Ослобођења[13]

## Галерија
- Олимпијски базен (50×25 m)
- Десно су два мања, а лево олимпијски базен